# Jean-Baptiste Massillon
Jean-Baptiste Massillon (ur. 24 czerwca 1663 w Hyères; zm. 28 września 1742 w Beauregard-l’Évêque, w Puy-de-Dôme) – był francuskim kaznodzieją, teologiem i biskupem.

## Życiorys
W 1681 Massillon wstąpił do Filipinów i został powołany przez arcybiskupa Louisa-Antoine de Noailles na przywódcę seminarium biskupiego kościoła katolickiego. Było to seminarium Saint-Magloire w Paryżu, gdzie pozostał tam 20 lat. W tym czasie rozwinął się on do najsłynniejszego kaznodziei swoich czasów.
W 1704 Ludwik XIV wybrał go na swojego osobistego kaznodzieję. W 1717, po śmierci Ludwika XIV został on biskupem diecezji Clermont. Filip II, który prowadził sprawy stanu Francji, dał mu polecenie, aby przed pierwszym dziewięcioletnim królem, Ludwikiem XV wygłosił wielkie kazanie. Z tej okazji Massillon napisał znane przemówienia pod tytułem Petit Carême.
W 1719 został on członkiem Akademii Francuskiej (Fotel 4).

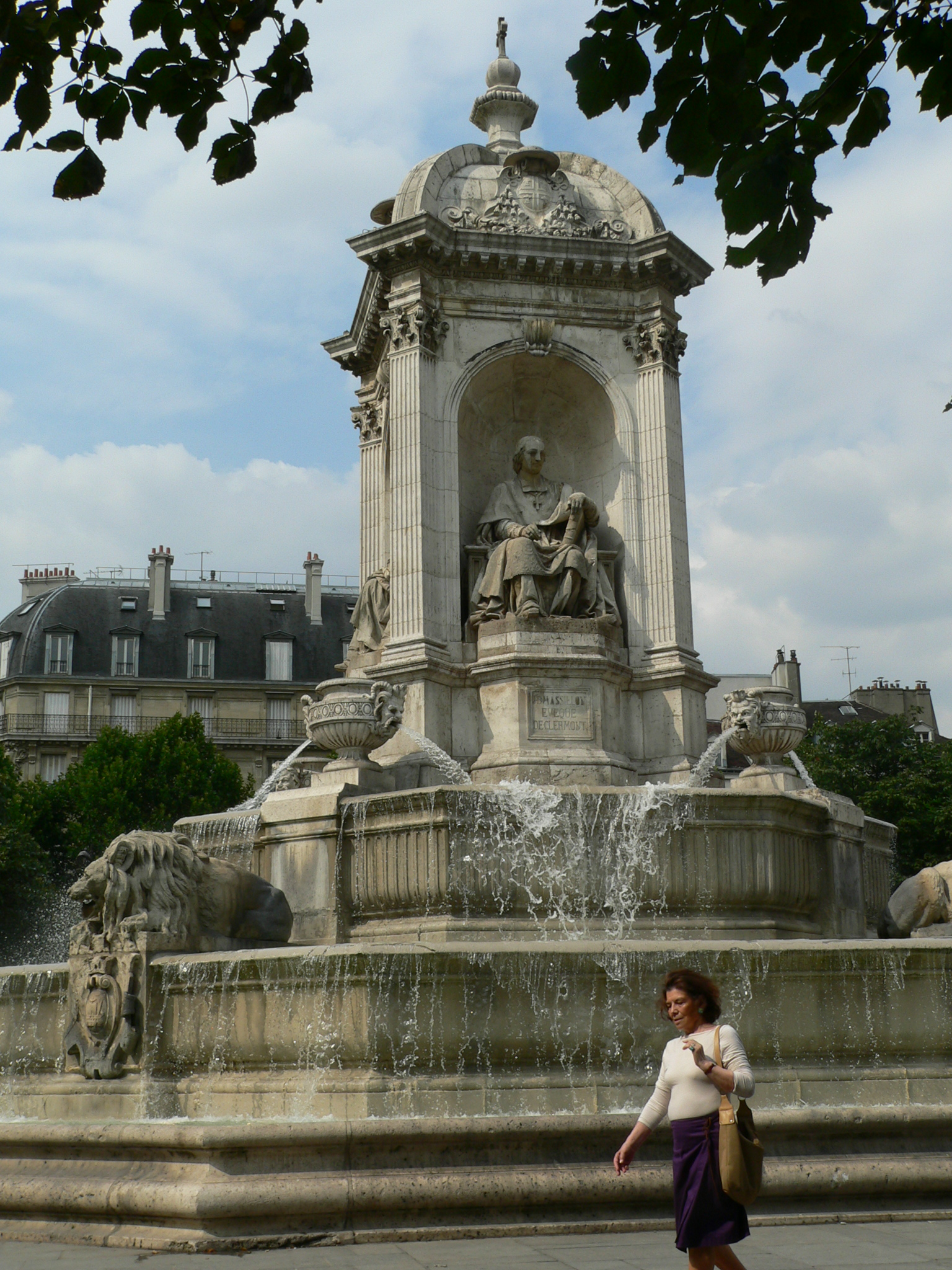
Fontanna Saint-Sulpice na placu Saint-Sulpice w Paryżu. Statuetka Jeana-Baptiste Massillon

## Wydane dzieła
- Jean-Baptiste Massillon (Paryż 1745)
- Œuvres (Lyon 1810)
- Œuvres complètes (1865–1867)
- Joseph Lutz: Wybrane kazania Massillona (1889)